# ماونو پکالا
ماونو پکالا (انگلیسی: Mauno Pekkala؛ ۲۷ ژانویه ۱۸۹۰ – ۳۰ ژوئن ۱۹۵۲) یک سیاست‌مدار اهل فنلاند بود.